# Lanovka Kamienna Góra
Lanovka Kamienna Góra, polsky Kolej linowo-terenowa na Kamienną Górę nebo Kolejka na Kamienną Górę, je pozemní lanová dráha ve čtvrti Kamienna Góra města Gdyně v severním Polsku.

## Další informace
Lanovka je jednoduché ocelové konstrukce s jedním vozem (kabinou). Je v provozu od 4. července 2015, mezi úpatím a vrcholem Kamienna Góra. Má tyto technické parametry:
| Délka trasy lanovky                       | 96 m         |
| Převýšení trasy lanovky                   | 40 m         |
| Maximální počet osob v kabině lanovky     | 12           |
| Maximální povolená nosnost kabiny lanovky | 960 kg       |
| Doba jízdy                                | cca 2 minuty |

## Galerie

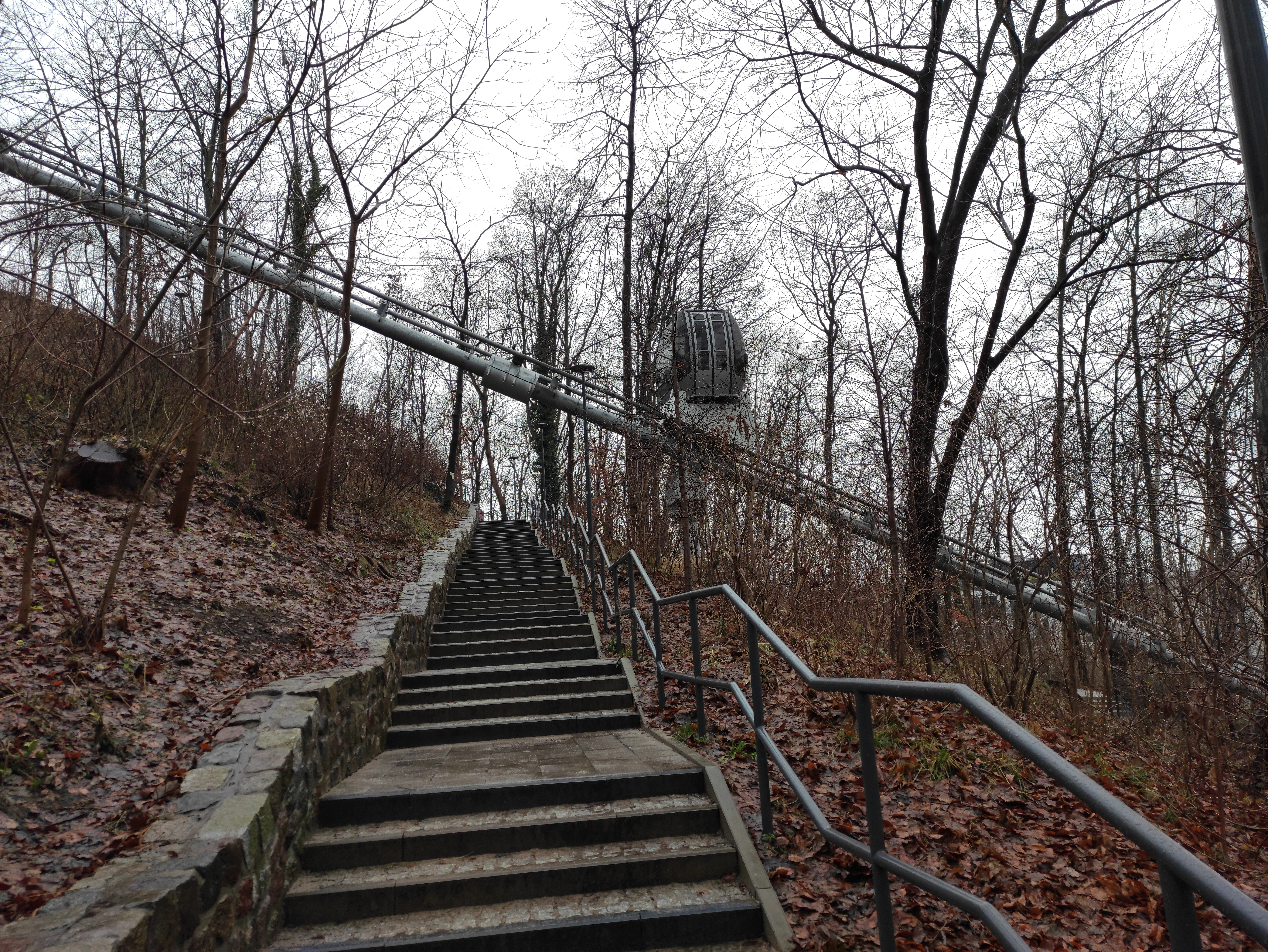
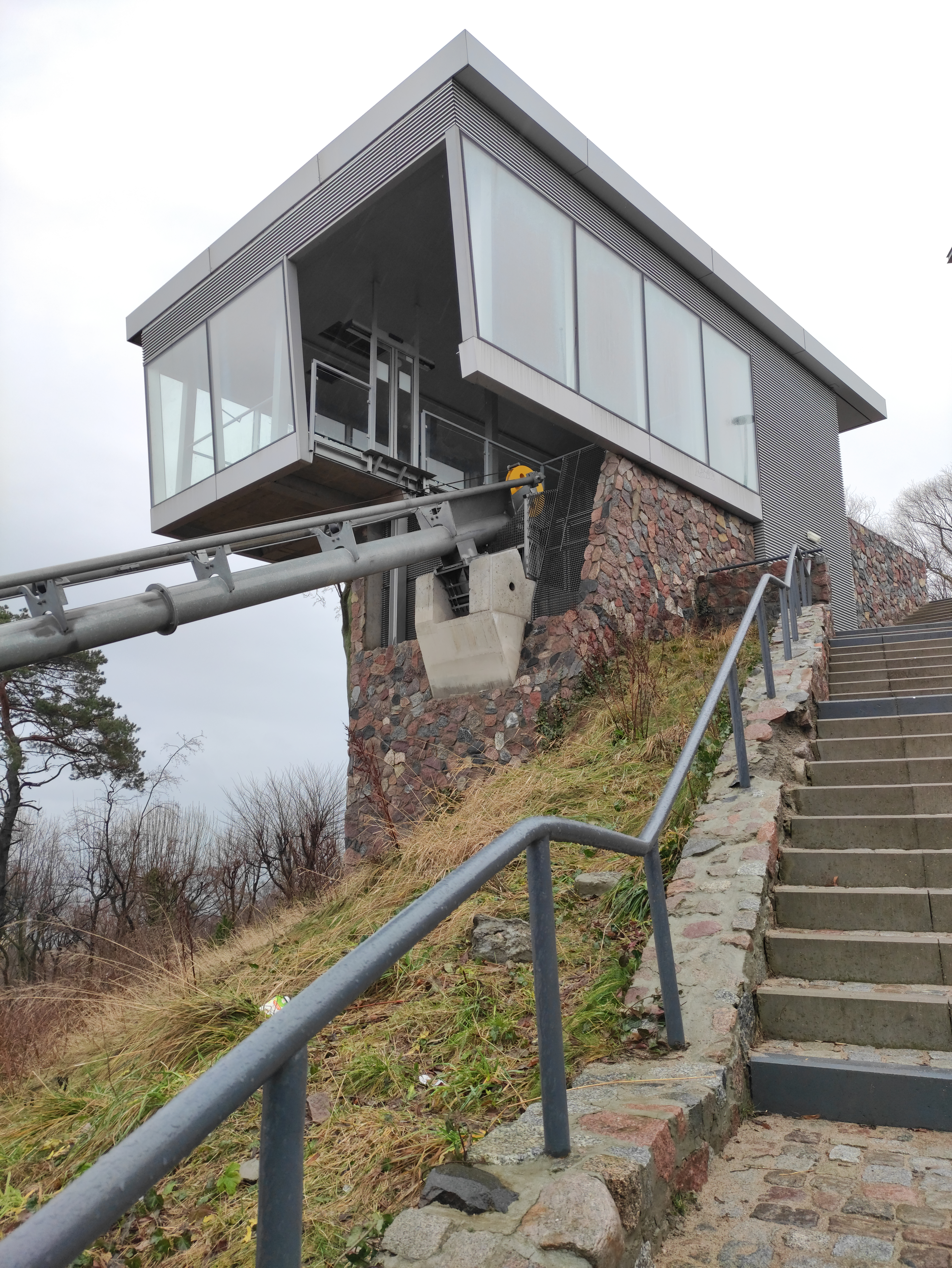
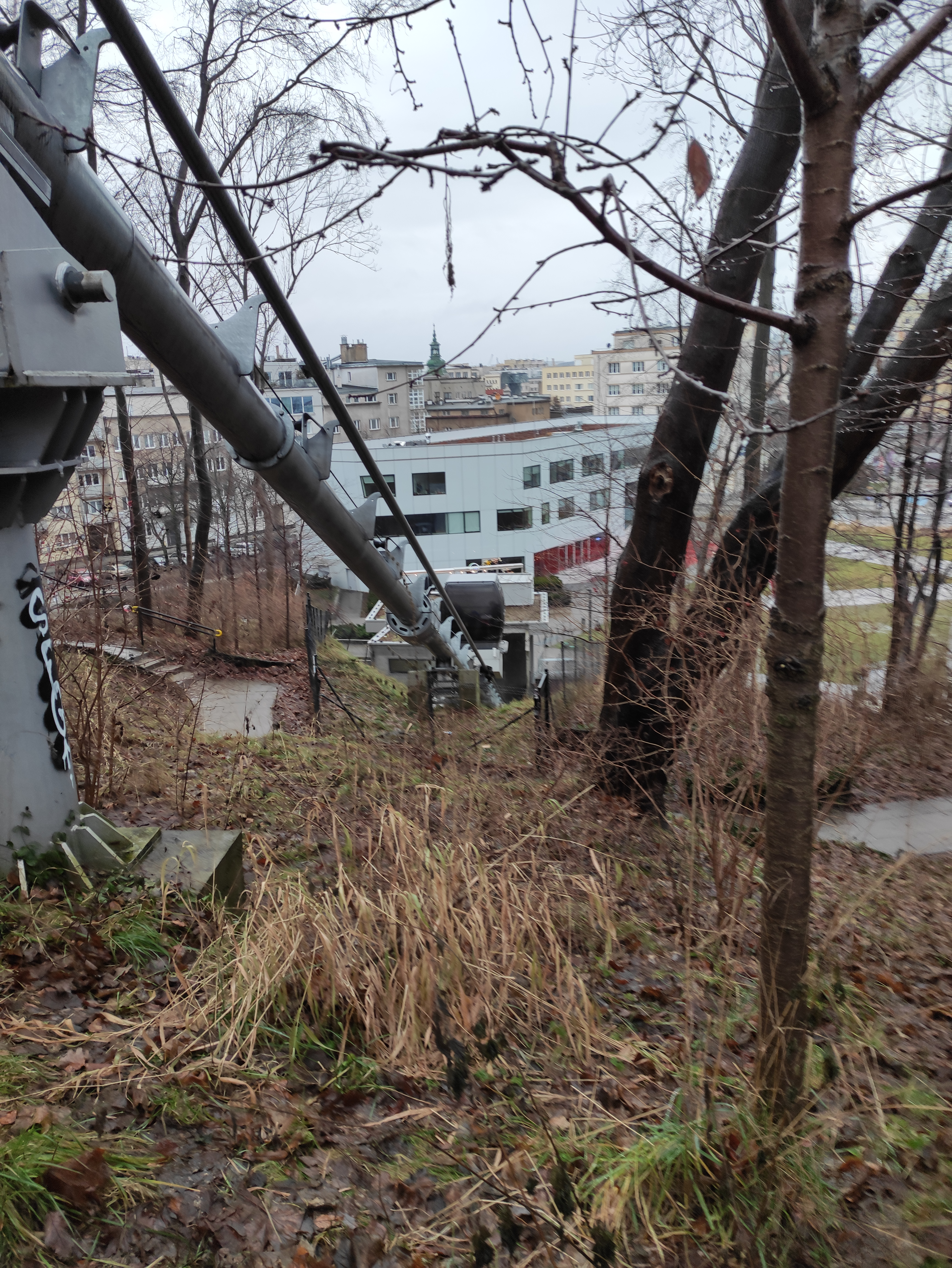
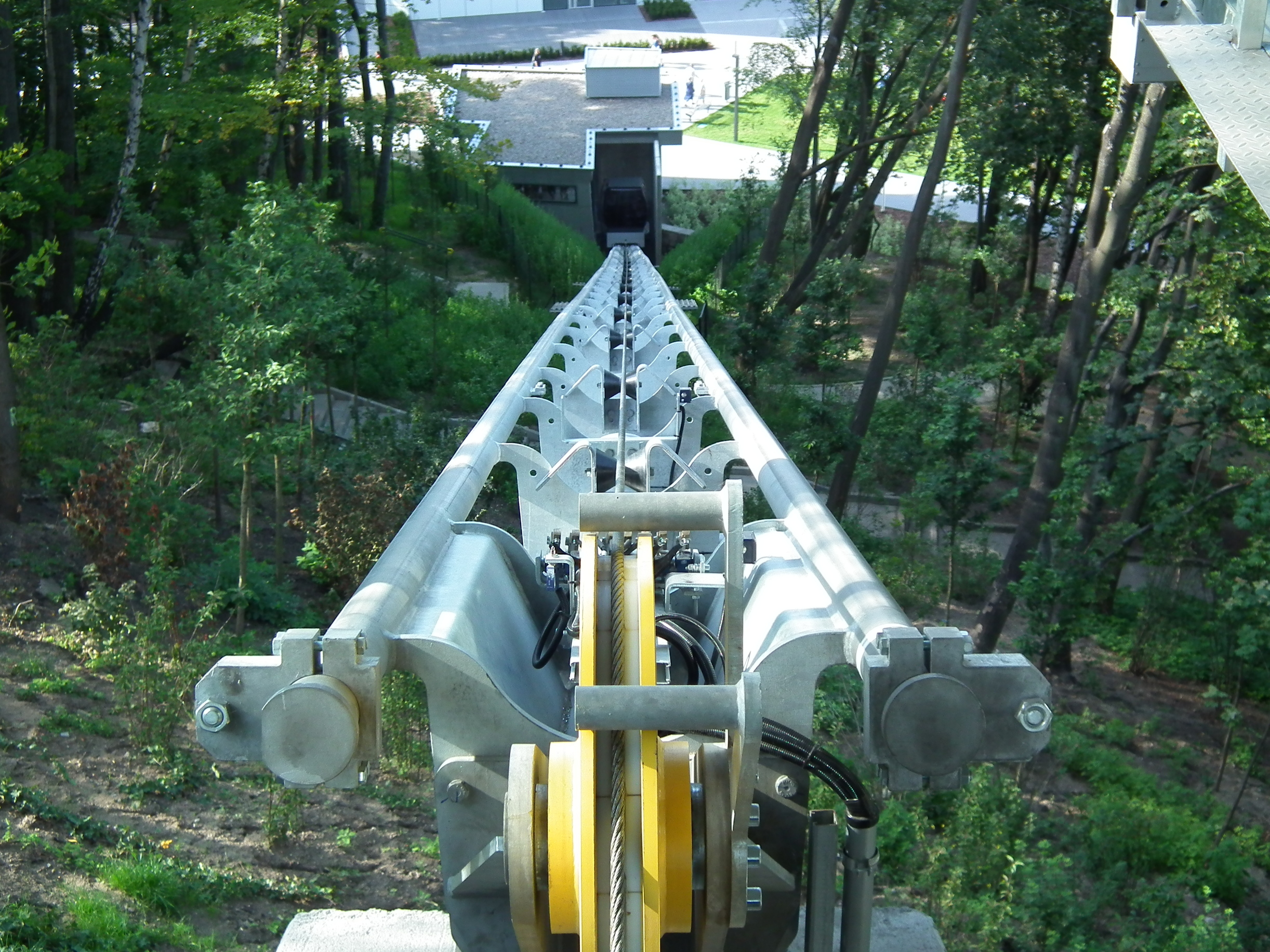
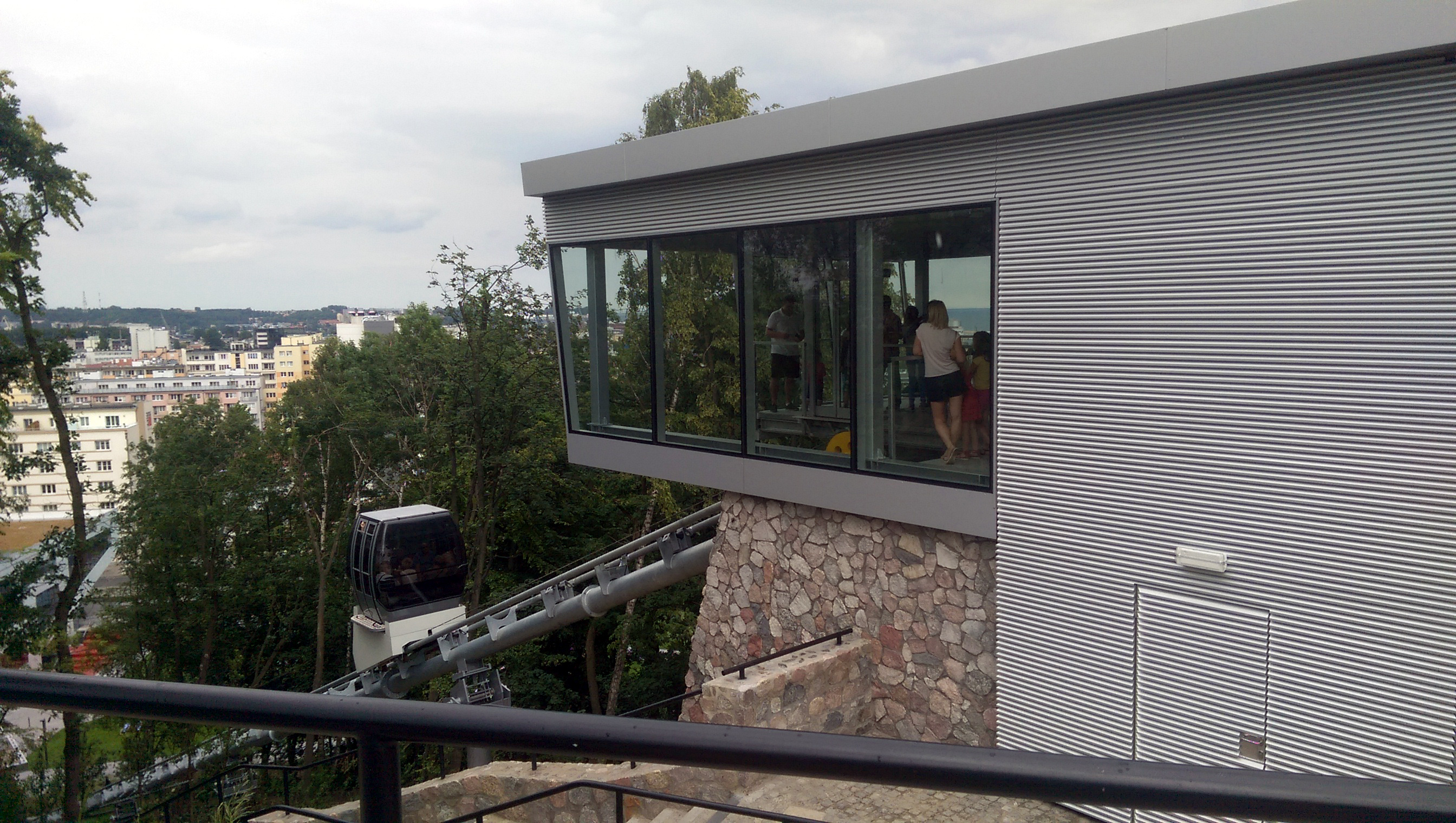
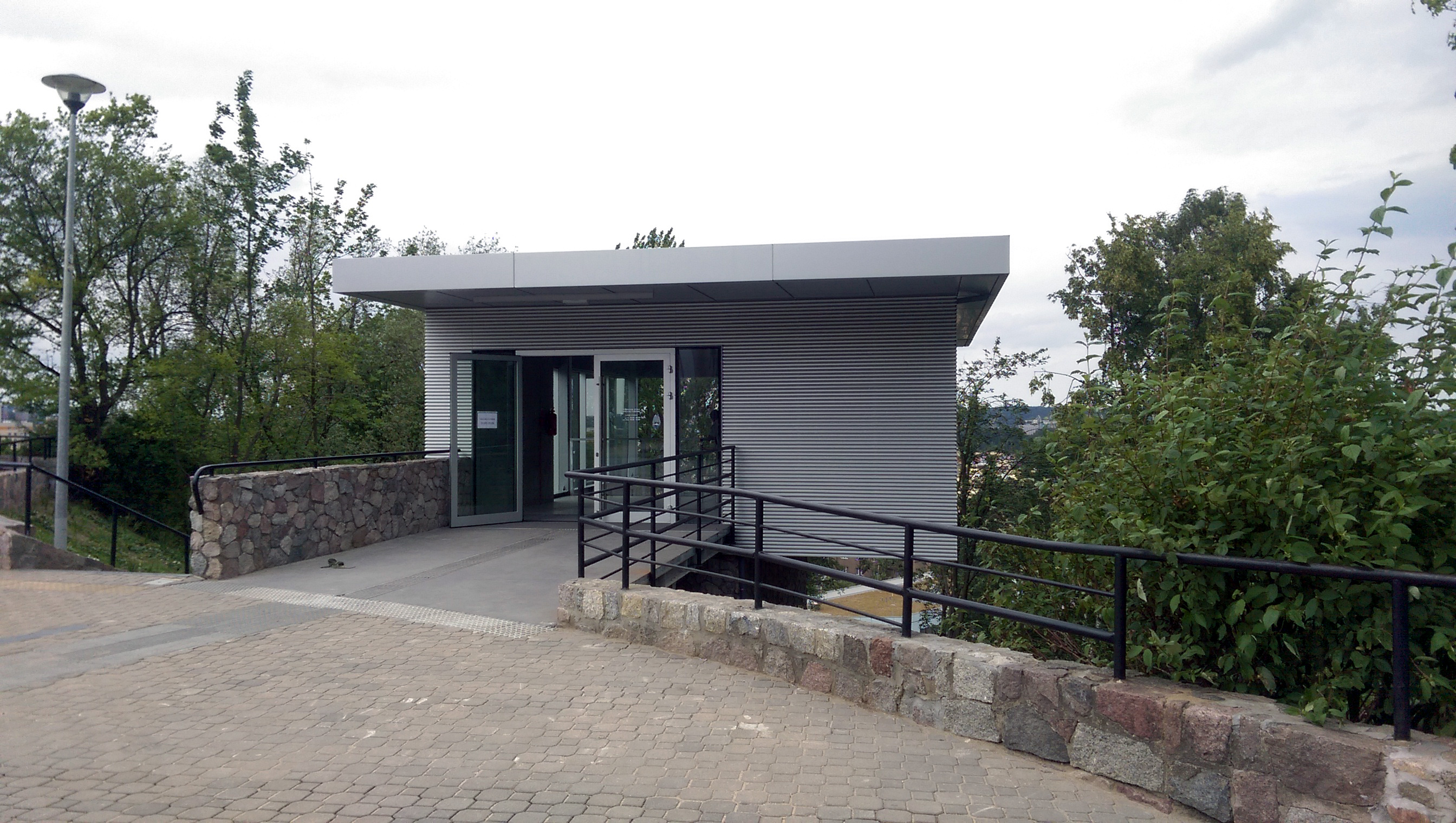